# Recorded Music NZ
Recorded Music NZ, voorheen de Recording Industry Association of New Zealand (RIANZ), is een non-profit-handelsorganisatie die de Nieuw-Zeelandse muziekindustrie vertegenwoordigt. De organisatie bestaat uit tientallen platenmaatschappijen, maar wordt gedomineerd door de Big Four. 
In juni 2013 werden de verenigingen Recording Industry Association of New Zealand en PPNZ Music Licensing samengevoegd en omgedoopt tot de meer allesomvattende handelsnaam, Recorded Music NZ. 
Recorded Music NZ biedt drie hoofddiensten: 
- Member Services, de Nieuw-Zeelandse Music Awards, de officiële NZ Top 40-statistieken en directe diensten aan artiesten en labels
- Music Licensing, de uitgave van licenties, uitgevoerd door PPNZ Music Licensing
- Pro Music-diensten, met betrekking tot de bescherming van het auteursrecht en corporate affairs.